# Henry Wetherbee Henshaw
Henry Wetherbee Henshaw (Cambridgeport, Massachusetts, 1850. március 3. – Washington, 1930. augusztus 1.) amerikai ornitológus. Zoológiai szakmunkákban nevének rövidítése: „Henshaw”.

## Élete

### Korai évei
Henshaw a Cambridge High Schoolban folytatta tanulmányait, ahol megismerkedett William Brewster ornitológussal. 1869-ben egészségügyi okokból kénytelen volt otthagyni az iskolát, ezt követően egy gyűjtőútra ment Louisianába. Innen számítható pályája terepi természetbúvárként.
1870-ben Floridába utazott, ugyanebben az évben azonosította elsőként új fajként a Baird-partfutót, a Mississippi folyótól keletre, Boston környékén. Felfedezéseinek köszönhetően ismerte meg a nevét a Smithsonian Intézet titkára, Spencer Fullerton Baird is. 1872-ben Utah-ba utazott, a Wheeler-expedícióval, mint természettudományos gyűjtő, egészen addig, amíg az expedíció összeolvadt az Amerikai Egyesült Államok geológiai felmérésével, 1879-ben.

### Amerika nyugati partvidékén
1872-ben Salt Lake Cityben kezdte gyűjtőmunkáját a Wheeler-expedícióval, majd két év múlva legsikeresebb terepi expedíciója következett, az Új-Mexikó állambeli Santa Fétől, a Gila folyó mentén Arizona délnyugati részégig, ahol őslakos apacs törzsekkel is találkozott. 1875-ben visszatért Washingtonba, ahol kapcsolatba lépett John Wesley Powell-lel, az Etnológiai Iroda munkatársával. C. Hart Merriammel és Grove Karl Gilberttel közösen csatlakozott az Egyesült Államok geológiai felmérését célzó kutatáshoz is, ahol ornitológiai munkája mellett, lingvisztikai és antropológiai kutatásokat is végzett, végül a Handbook of North American Indians North of Mexico című, két kötetes könyvben foglalva össze megállapításait.

### Hawaii
Henshaw 1894-ben, meggyengült egészségi állapotban Hawaiira utazott, azzal a kifejezett szándékkal, hogy a szigetek lakója legyen; ott került közelebbi ismeretségbe a fényképezéssel. Ahogy egészsége helyreállt, visszatért az ornitológiához, elsősorban a Mauna Kea madárvilágát kutatva. Felismerve a Hawaiiban őshonos madárfajok kipusztulásának valós veszélyét, a természetvédelem egyik zászlóvivője is lett.

### Természetvédőként
1910-ben Henshaw váltotta fel régi barátját, C. Hart Merriamet az Egyesült Államok biológiai felmérésének az élén. Az újonnan felismert célkitűzése mentén a madárvédelem témájával kezdett foglalkozni, és elsőként egy ismeretterjesztő könyvet jelentetett meg, a farmok és a gyümölcsöskertek körül előforduló leggyakoribb madárfajokról (Fifty Common Birds of Farm and Orchard, 1913), amely kiadványból egyetlen év alatt 200 000 példány kelt el. E kiadvány hatására lépett vele kapcsolatba Gilbert Grosvenor, aki arra kért lehetőséget, hogy hadd jelentesse meg a könyv anyagát a National Geographic Magazine is. A megállapodás eredményeként született meg a magazin neve alatt futó, és Észak-Amerika madárvilágát átfogóan ismertető terepi határozókönyv, National Geographic Field Guide to Birds of North America címmel. Henshaw sokat lobbizott azért is, hogy a törvényhozás elfogadja a költöző madarak védelméről szóló törvényt, s amikor ez megtörtént, Thomas Woodrow Wilson elnöknek ajándékozta azt a tollat, amellyel ő a törvényjavaslatot aláírta, s ezzel törvényerőre emelte, 1913-ban.

### Későbbi élete
Henshaw 1916-ban nyugdíjba vonult, és utolsó éveit Washingtonban töltötte, ahol nőtlenként hunyt el. Idős korában még sokat foglalkozott az algák tanulmányozásával is. 1930. augusztus 1-jén hunyt el, 81 éves korában.

## Általa alapított szervezetek
Henshaw egyike volt azoknak, akik megalapították a Nuttall Ornitológiai Klubot 1873-ban, és részt vett a National Geographic Society alapításában is, 1888-ban.